# گروه ۱+۵

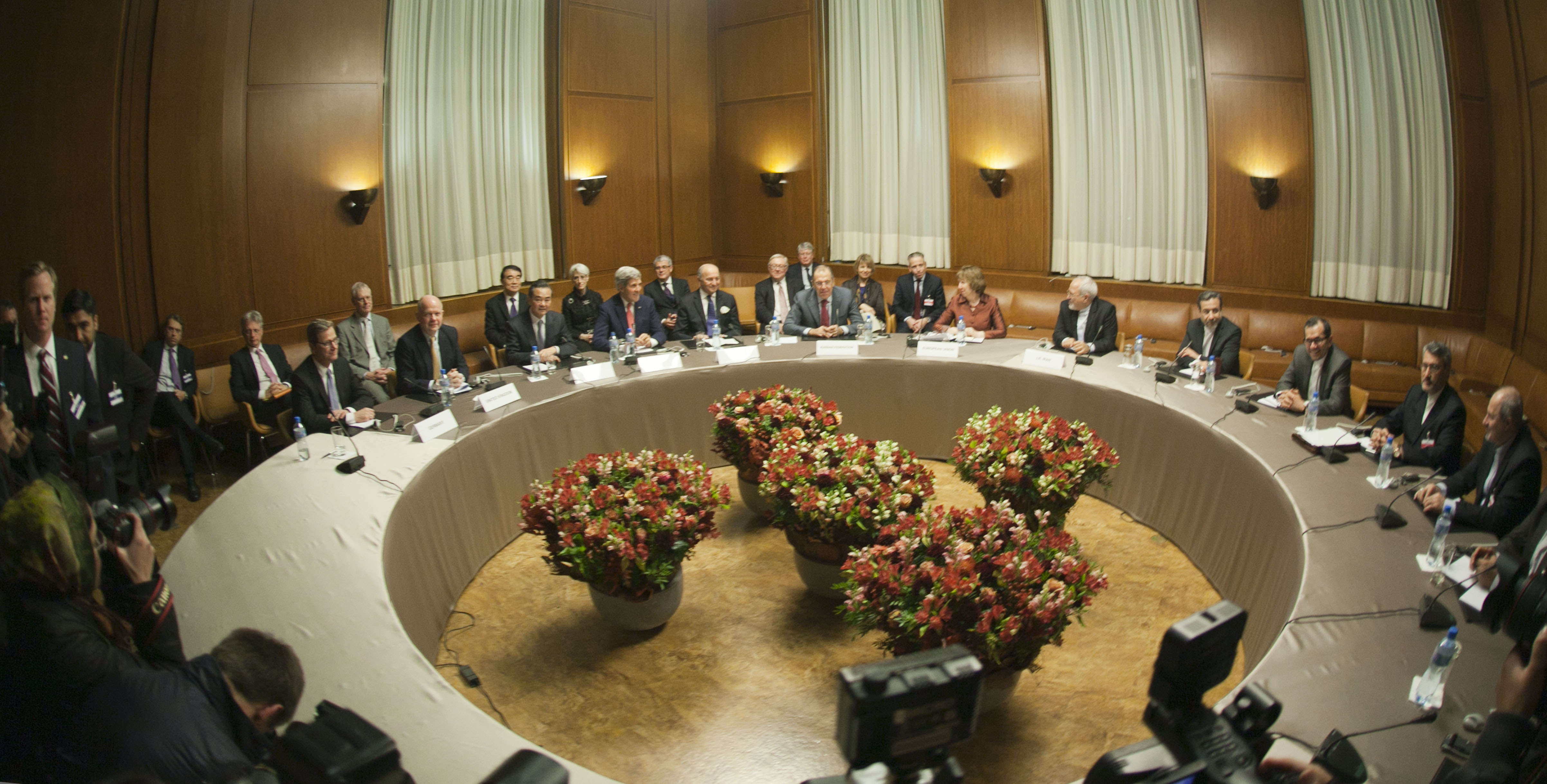
مذاکرات ژنو

گروه ۱+۵ (که به صورت گروه پنج به‌علاوهٔ یک خوانده می‌شود) از پنج عضو دائم شورای امنیت سازمان ملل (ایالات متحدهٔ آمریکا، روسیه، چین، بریتانیا و فرانسه) و آلمان تشکیل شده‌است. دلیل نامگذاری این گروه، حضور پنج عضو دائم شورای امنیت سازمان ملل متحد به همراه کشور آلمان است.
از جمله اقدامات این گروه برای حصول توافق با ایران در زمینهٔ فعالیت‌های هسته‌ای می‌توان به ارائهٔ یک بستهٔ پیشنهادی در سال ۲۰۰۸ اشاره کرد.
گاهی به سه کشور اروپایی (بریتانیا، فرانسه و آلمان) در برابر سه کشور دیگر (روسیه، چین و آمریکا)، «گروه سه به‌علاوهٔ سه» گفته می‌شود.